# Eduardo Henrique da Silva
Eduardo Henrique da Silva, genannt Eduardo Henrique, (* 17. Mai 1995 in Limeira) ist ein brasilianischer Fußballspieler. Der mit dem rechten Fuß spielende Eduardo wird im zentralen Mittelfeld eingesetzt.

## Karriere
Eduardo Henrique startete seine Laufbahn in der Jugendmannschaft von Guarani FC. Am 21. Januar 2012 gab er in der Staatsmeisterschaft von São Paulo sein Debüt. Im Spiel gegen den Oeste FC wurde er in der 85. Minute eingewechselt. Nach einer Zwischenstadion im Nachwuchsbereich des FC São Paulo kam der Spieler 2013 zu Atlético Mineiro. Hier spielte er das erste Mal im Profikader im Zuge der Staatsmeisterschaft von Minas Gerais 2014. Sein erstes Ligaspiel bestritt Eduardo Henrique am 18. Mai 2014 gegen den FC Santos. Sein Debüt auf internationaler Klubebene gab er in der Copa Libertadores 2015. Es ging am 23. April gegen den CSD Colo-Colo. Sein Einsatz beschränkte sich aber auf eine Einwechslung in der 90. Minute.
Nachdem Eduardo Henrique 2016 noch in die Meisterschaftsrunde gestartet war, wechselte er in der laufenden Saison zum Ligakonkurrenten SC Internacional. Hier erhielt er einen Vertrag über zwei Jahre. Im April 2017 wurde er vom brasilianischen Verein Athletico Paranaense ausgeliehen. Er konnte dadurch weiter Erfahrung in der Série A sammeln. Nach seiner Rückkehr zu Internacional kam Eduardo Henrique bei dem Klub zu keinen weiteren Einsätzen. Im Juni des Jahres wurde er dann nach Portugal an Belenenses Lissabon ausgeliehen. Das erste Pflichtspiel für Belenenses bestritt der Spieler in der Taça da Liga am 28. Juli 2018 gegen den UD Oliveirense. Sein erstes Spiel in der Primeira Liga bestritt Eduardo Henrique in der Saison 2018/19 am 27. Oktober 2018 gegen Benfica Lissabon. In dem Spiel stand er in der Startelf und erzielte sein erstes Tor für den Klub. In der 36. Minute erzielte er per Elfmeter die 1:0-Führung (Endstand 2:0).
Anfang Juli 2019 wurde Eduardo Henrique an Sporting Lissabon transferiert. Er erhielt einen Kontrakt über fünf Jahre. Die Höhe der Ablösesumme wurde nicht bekannt. Sein erstes Spiel für Sporting bestritt Eduardo Henrique im Ligabetrieb. Am ersten Spieltag der Saison 2019/20 traf sein Klub auswärts auf Marítimo Funchal. In dem Spiel stand er in der Anfangsformation. Bis zum Saisonende bestritt er 22 Spiele für den Klub (15 Ligaspiele, fünf UEFA Europa League 2019/20, jeweils eins im Taça de Portugal und der Taça da Liga, keine Tore). Im September 2020 wurde Eduardo Henrique für die Saison 2020/21 an den FC Crotone nach Italien ausgeliehen. Der Kontrakt enthielt eine Kaufoption zum Ende der Leihe. Mit dem Aufsteiger sollte er in der Serie A 2020/21 antreten. Die Option wurde durch den Klub nicht gezogen. Für Eduardo Henrique schloss sich das nächste Leihgeschäft an. Er ging nach Saudi-Arabien, wo er bei al-Raed bis Juni 2022 blieb. Im Januar 2024 wechselte der Spieler nach China zum Qingdao West Coast FC und ein halbe Jahr später nach Saudi-Arabien zum al-Ula FC.

## Nationalmannschaft
Mit der U-20 Nationalmannschaft nahm der Spieler an der U-20-Fußball-Südamerikameisterschaft 2015 teil.

## Erfolge
Atlético Mineiro
- Copa do Brasil: 2014
- Campeonato Mineiro: 2015